# Ksi Ursae Majoris
Ksi Ursae Majoris (ξ UMa, Alula Australis) — gwiazda wielokrotna w konstelacji Wielkiej Niedźwiedzicy, znajdująca się w odległości około 27 lat świetlnych od Słońca.

## Nazwa
Tradycyjna nazwa gwiazdy, Alula Australis, wywodzi się od arabskiego wyrażenia ‏القفزة الأولى‎ Al Ḳafzah al Ūla, co oznacza „pierwszy skok (gazeli)” i odnosi się do tej gwiazdy oraz pobliskiej ni Ursae Majoris. Łaciński dodatek Australis wskazuje, że jest to południowa gwiazda spośród tych dwóch. Nazwa ta została formalnie zatwierdzona przez Międzynarodową Unię Astronomiczną w 2016 roku.

## Charakterystyka fizyczna
2 maja 1780 roku William Herschel odkrył, że jest to gwiazda podwójna, przez co jest ona pierwszą w historii zidentyfikowaną gwiazdą podwójną, której składniki są fizycznie ze sobą związane. Jest również pierwszą gwiazdą podwójną dla której obliczono parametry orbity. W rzeczywistości jednak każdy z jej dwóch składników jest ponadto gwiazdą spektroskopowo podwójną, czyli łącznie do systemu należą cztery gwiazdy. Łączna masa tych gwiazd szacowana jest na około 2 masy Słońca.
W skład układu wchodzą składniki ξ UMa A i B, które obiegają wspólny środek masy w ciągu 59,878 lat w średniej odległości 21,2 au. Ich orbita jest jednak mocno ekscentryczna, w związku z czym odległość gwiazd waha się pomiędzy 29,6 a 13,4 au.
Składnik Ksi Ursae Majoris A ma jasność równą 4,264m. Gwiazdy wchodzące w skład tego składnika obiegają się w ciągu 1,833 roku. Główna gwiazda jest karłem należącym do typu widmowego G0 lub F8,5, druga gwiazda to czerwony karzeł reprezentujący typ widmowy M.
Składnik Ksi Ursae Majoris B ma jasność 4,729m. Gwiazdy wchodzące w skład składnika B obiegają się w ciągu 3,98 dnia. Główna gwiazda to żółty karzeł typu widmowego G, a jego towarzysz to czerwony lub brązowy karzeł.
Do systemu Ksi Ursae Majoris być może należy także piąta gwiazda o jasności 15m, położona w odległości 56,4 sekundy kątowej (w 2007 roku). Jeśli jest ona faktycznie członkiem tego układu, to separacja od pozostałych składników wynosi co najmniej 450 au, a okres obiegu centralnej czwórki gwiazd to ponad 5600 lat. Również ona byłaby czerwonym karłem typu M8, o niskiej masie. Ponadto odkryty został brązowy karzeł typu T8 o jasności 18,75m odległy o 511,4″, który wykazuje taki sam ruch własny jak system Ksi Ursae Majoris; od składnika A dzieli go w przestrzeni odległość około 4000 au.